# Buluspesantren (plaats)
Buluspesantren is een bestuurslaag in het regentschap Kebumen van de provincie Midden-Java, Indonesië. Buluspesantren telt 1435 inwoners (volkstelling 2010).